# Polisportiva L'Aquila Rugby 2004-2005

## Rosa
La rosa giocatori non è completa.

## Super 10 2004-05

### Stagione regolare
| Incontro                   | Andata | Ritorno |
| -------------------------- | ------ | ------- |
| Benetton — L'Aquila        | 48-9   | 16-9    |
| L'Aquila — Amatori Catania | 25-24  | 18-25   |
| Petrarca — L'Aquila        | 19-18  | 41-27   |
| L'Aquila — Calvisano       | 18-39  | 17-36   |
| GRAN Parma — L'Aquila      | 18-18  | 9-47    |
| L'Aquila — Viadana         | 18-17  | 20-47   |
| L'Aquila — Rovigo          | 22-22  | 29-45   |
| Leonessa — L'Aquila        | 25-25  | 25-31   |
| L'Aquila — Parma           | 29-27  | 27-23   |

#### Risultati della stagione regolare
| Posizione | G  | V | N | P | PF  | PS  | DP  | B | Pt |
| --------- | -- | - | - | - | --- | --- | --- | - | -- |
| 6ª        | 18 | 6 | 3 | 9 | 407 | 506 | -99 | 5 | 35 |

### Spareggio per l'European Challenge Cup 2005-06
| Incontro            | Risultato |
| ------------------- | --------- |
| L'Aquila — Petrarca | 22-17     |

## Coppa Italia 2004-05

### Prima fase
| Incontro            | Risultato |
| ------------------- | --------- |
| L'Aquila — Rovigo   | 63-6      |
| Benetton — L'Aquila | 36-23     |
| Leonessa — L'Aquila | 24-39     |
| L'Aquila — Parma    | 25-13     |

#### Risultati della prima fase
| Posizione | G | V | N | P | PF  | PS | DP  | B | Pt |
| --------- | - | - | - | - | --- | -- | --- | - | -- |
| 2ª        | 4 | 3 | 0 | 1 | 150 | 79 | +71 | 3 | 15 |

### Fase finale
| Turno | Incontro           | Risultato |
| ----- | ------------------ | --------- |
| SF    | Viadana — L'Aquila | 29-13     |

## European Challenge Cup 2004-05

### Turno preliminare
| Incontro        | Andata | Ritorno |
| --------------- | ------ | ------- |
| L'Aquila — Agen | 27-50  | 21-59   |

## European Shield 2004-05

### Ottavi di finale
| Incontro        | Andata | Ritorno |
| --------------- | ------ | ------- |
| Auch — L'Aquila | 48-6   | 31-23   |

## Verdetti
- L'Aquila qualificata alla European Challenge Cup 2005-06.